# Karol Kwieciński
Karol Kwieciński (ur. 3 listopada 1891 w Leżajsku, zm. 9 września 1959 tamże) – ogniomistrz Wojska Polskiego, kawaler Orderu Virtuti Militari.

## Życiorys
Urodził się w rodzinie Antoniego i Wiktorii z domu Ordyczyńska. Absolwent szkoły powszechnej. Po zakończeniu nauki pracował jako pomocnik murarza. W 1913 został powołany do armii austro-węgierskiej. Walczył w I wojnie światowej na froncie wschodnim w szeregach 10 dywizjonu artylerii konnej. 2 czerwca 1916 dostał się do niewoli rosyjskiej, z której zbiegł po 22 miesiącach. Wcielony ponownie do armii austriackiej i skierowany na front włoski. Po przejściu na stronę Ententy, został skierowany do Werony, do Armii Polskiej we Włoszech. Otrzymał przydział do 3 pułku artylerii polowej. Powrócił wraz z Armią gen. Hallera do Polski i walczył na Froncie Wołyńskim. W styczniu 1920 przeniesiony do 3 baterii 12 pułku artylerii polowej. 17 lutego 1920 w pobliżu miejscowości Żyłki, nie zważając na silny ogień nieprzyjaciela, prowadził ostrzał, zmuszając sowiecką baterię do odwrotu. Za ten czyn został odznaczony Krzyżem Srebrnym Orderu Virtuti Militari. Po zakończeniu działań wojennych, w styczniu 1921 został zdemobilizowany. 
Następnie pracował w Leżajsku, tam też zmarł i został pochowany.

## Życie prywatne
Żonaty z Marią z d. Kurkowicz. Siedmioro dzieci

## Ordery i odznaczenia
- Krzyż Srebrny Orderu Virtuti Militari nr 924[1].